# Parthenicus peregrinus
Parthenicus peregrinus är en insektsart som först beskrevs av Van Duzee 1918.  Parthenicus peregrinus ingår i släktet Parthenicus och familjen ängsskinnbaggar. Inga underarter finns listade i Catalogue of Life.